# Мурынтал
Мурынтал (каз. Мұрынтал) — село в Баянаульском районе Павлодарской области Казахстана. Входит в состав Жанатилекского сельского округа. Находится примерно в 64 км к юго-западу от Баянаула. Код КАТО — 553641500.

## Население
В 1999 году население села составляло 264 человека (135 мужчин и 129 женщин). По данным переписи 2009 года, в селе проживало 125 человек (66 мужчин и 59 женщин).